# Hellmuth Hecker
Hellmuth Hecker (Amburgo, 12 ottobre 1923 – 7 gennaio 2017) è stato un giurista e traduttore tedesco.
Fu un interprete del buddismo theravāda, cronista del buddismo in Germania e traduttore del canone pāli.

## Biografia
Nel 1945, quando era studente di legge, fu presentato a Paul Debes dall'amico Fritz Schäfer e divenne suo allievo.
Nel 1948 conseguì il dottorato presso l'Università di Amburgo con la dissertazione intitolata Schleswig und die Entwicklung des Selbstbestimmungsrechtes und Minderheitenschutzes. Successivamente lavorò come consulente presso il Centro di ricerca per il diritto internazionale e il diritto pubblico straniero, che nel 1973 venne fuso con l'Istituto per la politica estera, una fondazione di diritto civile di Amburgo, confluendo nell'Istituto per gli affari internazionali dello stesso ateneo.
Il suo lavoro si concentrava sul diritto costituzionale straniero e sul diritto delle cittadinanze. Autore di numerose pubblicazioni giuridiche partire, dal 1955 si fece conoscere anche per le sue opere sul buddismo theravāda, oltreché per le traduzioni dal canone pāli, le opere sul misticismo e l'attività di editore. contribuì anche alla storia del buddismo in Germania, motivo per cui Martin Baumann lo definì "il cronista del movimento buddista tedesco"
Suo suocero era Paul Brock. Per il suo centesimo compleanno diede alle stampe una biografia corredata da una bibliografia.
Morì il 7 gennaio 2017.

## Opere

### Opere sul buddismo
- 1965 Der Pali-Kanon. Ein Wegweiser durch Aufbau und deutsche Übersetzungen der heiligen Schriften des Buddhismus. (2. Auflage 1991)
- 1973 Buddhismus in Deutschland. Eine Chronik. (3. Auflage 1985 unter dem Titel Chronik des Buddhismus in Deutschland)
- 1979 Der Heilsweg des Erwachten. Ein Leitfaden für angewandten Buddhismus. Selbstverlag
- 1986 Karl Eugen Neumann. Erstübersetzer der Reden des Buddha, Anreger zu abendländischer Spiritualität.
- Buddhistische Mystiker. Octopus Verlag, Wien, ISBN 3-900290-48-2
- 1990 Lebensbilder deutscher Buddhisten. Ein bio-bibliographisches Handbuch. Band 1: Die Gründer. 2. Auflage 1996: Verlag Beyerlein & Steinschulte, Stammbach, ISBN 978-3-931095-57-4. Erstmals erschienen in der Schriftenreihe „Buddhistischer Modernismus“, Universität Konstanz, Arbeitsbereich „Entwicklungsländer / Interkultureller Vergleich“, Forschungsprojekt „Buddhistischer Modernismus“, Forschungsbericht 13.
- 1992 Lebensbilder deutscher Buddhisten. Ein bio-bibliographisches Handbuch. Band 2: Die Nachfolger. 2. Auflage 1997: Verlag Beyerlein & Steinschulte, Stammbach, ISBN 978-3-931095-58-1. Erstmals erschienen in der Schriftenreihe „Buddhistischer Modernismus“, Universität Konstanz, Arbeitsbereich „Entwicklungsländer / Interkultureller Vergleich“, Forschungsprojekt „Buddhistischer Modernismus“, Forschungsbericht 13.
- 1995 Der erste deutsche Bhikkhu, Das bewegte Leben des Ehrwürdigen Nyanatiloka (1878 - 1957) und seine Schüler, herausgegebenen von Hellmuth Hecker, Konstanz, Universität Konstanz, Arbeitsbereich „Entwicklungsländer / Interkultureller Vergleich“, Forschungsprojekt „Buddhistischer Modernismus“, Forschungsbericht 10. Kein Verlag, keine ISBN. Biografia in inglese: Bhikkhu Nyanatusita, Hellmuth Hecker: Life of Nyanatiloka Thera: The Biography of a Western Buddhist Pioneer, Buddhist Publication Society, Sri Lanka, 28 marzo 2011, ISBN 978-955-24-0318-7
- 1999 Die Furt zum anderen Ufer ~ im System buddhistischer Praxis Verlag Beyerlein & Steinschulte, Stammbach-Herrnschrot, ISBN 3-931095-18-5
- 2000 Die Jünger Buddhas. Leben, Werk und Vermächtnis der vierundzwanzig bedeutendsten Schüler und Schülerinnen des Erwachten. (in collaborazione con Nyanaponika Thera, ISBN 3-502-61019-3
- 2000 Der Stromeintritt. Verlag Beyerlein & Steinschulte, Stammbach-Herrnschrot, ISBN 3-931095-23-1
- 2002 Ehe und Mystik in Ost und West. Verlag Beyerlein & Steinschulte, Stammbach-Herrnschrot, ISBN 3-931095-41-X
- 2003  Das Glück der Sicherheit in der Lehre des Buddha. Verlag Beyerlein & Steinschulte, Stammbach-Herrnschrot, ISBN 3-931095-44-4
- 2004 Astrologie in buddhistischer Sicht. Verlag Beyerlein & Steinschulte, Stammbach-Herrnschrot, ISBN  3-931095-50-9
- 2006 Die Psychologie der Befreiung. Der Buddha und die Triebe. Verlag Beyerlein & Steinschulte, Stammbach-Herrnschrot, ISBN 3-931095-59-2
- 2007 Buddhistischer Umgang mit Rilke. Eine existentielle Studie. Verlag Beyerlein & Steinschulte, Stammbach-Herrnschrot, ISBN 978-3-931095-73-4

### Traduzioni del canone pali
- 1994 Itivuttakam. Sammlung der Aphorismen aus dem Palikanon. (2. Auflage 2004) Verlag Beyerlein-Steinschulte, Stammbach-Herrnschrot, ISBN 3-931095-47-9
- 1994 Vimana-vatthu. Wege zum Himmel. Ein Text aus der Kürzeren Sammlung des Palikanons. (2. Auflage 2001) Verlag Beyerlein-Steinschulte, Stammbach-Herrnschrot, ISBN 3-931095-30-4
- 1995 Peta-vatthu. Das buddhistische Totenbuch. Ein Text aus der Kürzeren Sammlung des Palikanons. (2. Auflage 2001) Verlag Beyerlein-Steinschulte, Stammbach-Herrnschrot, ISBN 3-931095-31-2
- 1997 Die Reden des Buddha. Gruppierte Sammlung. Samyutta-Nikaya. Aus dem Palikanon übersetzt von Wilhelm Geiger, Nyanaponika Mahathera, Hellmuth Hecker. Verlag Beyerlein-Steinschulte, Stammbach-Herrnschrot, ISBN 3-931095-16-9
- 2006 Anguttara Nikaya. Die Angereihte Sammlung der Reden des Buddha. Buch 1 und 2. Neu übersetzt und kommentiert von Hellmuth Hecker. Verlag Beyerlein-Steinschulte, Stammbach-Herrnschrot, ISBN 3-931095-62-2